# Bulbophyllum fasciculatum
Bulbophyllum fasciculatum là một loài phong lan thuộc chi Bulbophyllum.